# Italienischer Meister (Eishockey)
Der Italienische Eishockeymeister wird bei den Männern seit 1924 in der Serie A ausgespielt, bei den Frauen seit 1990 in der Serie A femminile. Rekordmeister bei den Frauen ist der HC Agordo, bei den Männern der HC Bozen mit 19 Titeln.

## Frauen
| Jahr | Meister            | Vizemeister         | 3. Platz           | Teilnehmer |
| ---- | ------------------ | ------------------- | ------------------ | ---------- |
| 1991 | Alleghe Femminile  | HC Feltre           | HC Lario Halloween | 8          |
| 1992 | HC Agordo          | HC Feltre           | HC Lario Halloween | 6          |
| 1993 | HC Agordo          | HC Feltre           | HC Lario Halloween | 8          |
| 1994 | HC Agordo          | HC Feltre           | Alleghe Femminile  | 8          |
| 1995 | Alleghe Femminile  | HC Agordo           | HC Feltre          | 8          |
| 1996 | HC Agordo          | HC Eagles Bozen     | SG Valbelluna      | 8          |
| 1997 | HC Eagles Bozen    | HC Agordo           | SG Valbelluna      | 8          |
| 1998 | HC Eagles Bozen    | SG Valbelluna       | HC Agordo          | 8          |
| 1999 | HC Eagles Bozen    | SG Valbelluna       | HC Agordo          | 7          |
| 2000 | HC Eagles Bozen    | HC Agordo           | SG Valbelluna      | 5          |
| 2001 | HC Agordo          | HC Eagles Bozen     | SG Valbelluna      | 6          |
| 2002 | HC Agordo          | SHC Fassa Femminile | HC Eagles Bozen    | 6          |
| 2003 | HC Agordo          | HC Eagles Bozen     | HC Lario Halloween | 6          |
| 2004 | HC Eagles Bozen    | HC Agordo           | All Stars Piemonte | 5          |
| 2005 | HC Eagles Bozen    | HC Agordo           | All Stars Piemonte | 4          |
| 2006 | HC Eagles Bozen    | HC Agordo           | HC Lario Halloween | 4          |
| 2007 | HC Agordo          | HC Eagles Bozen     | HC Lario Halloween | 4          |
| 2008 | HC Agordo          | HC Eagles Bozen     | All Stars Piemonte | 3          |
| 2009 | HC Agordo          | EV Bozen 84 Eagles  | All Stars Piemonte | 3          |
| 2010 | EV Bozen 84 Eagles | HC Agordo           | Real Torino HC     | 5          |
| 2011 | EV Bozen 84 Eagles | Real Torino HC      | HC Agordo          | 4          |
| 2012 | EV Bozen 84 Eagles | Real Torino HC      | HC Agordo          | 4          |
| 2013 | EV Bozen 84 Eagles | Real Torino HC      | HC Agordo          | 5          |
| 2014 | EV Bozen 84 Eagles | Real Torino HC      | HC Lakers          | 4          |